# Marta Soto
Marta Soto (Punta Umbría, 15 novembre 1996) è una cantante spagnola.

## Biografia
Marta Soto ha ottenuto notorietà a livello nazionale con la sua partecipazione al programma televisivo El Hormiguero, dove ha eseguito una cover del brano A que no me dejas di Alejandro Sanz. La cantante ha attirato l'interesse della Warner Music Spain, con cui ha successivamente firmato un contratto. Il suo album di debutto Míranos, uscito nell'estate del 2018, ha debuttato al primo posto della classifica settimanale degli album più venduti in Spagna.

## Discografia

### Album
- 2018 - Míranos

### Singoli
- 2017 - Ya lo sabes
- 2017 - Quiero verte
- 2018 - Un sueño compartido
- 2018 - Entre otros cien
- 2019 - Tantos bailes (feat. Blas Cantó)
- 2020 - Hoy en el metro
- 2020 - Cómo nos miraba el mundo